# خطة السلام الفرنسية الإيطالية الإسبانية في الشرق الأوسط 2006
أعلنت فرنسا وإيطاليا واسبانيا في السادس عشر من تشرين  2006، خطه جديده للسلام في الشرق الأوسط اقترحها رئيس  الوزراء الاسباني خوسيه لويس رودريغيز ثاباتيرو خلال محادثاته مع نظيره الفرنسي جاك شيراك. وفي وقت لاحق قدمت الخطة إلى رومانو برودي رئيس الوزراء الإيطالي الذي قدم دعمه الكامل للخطة. جاءت خطوه السلام بعد ان غزت إسرائيل قطاع غزه في عمليه غيوم الخريف.

## الخطة
اوهذه الخطة هي مخطط من خمس نقاط للسلام بين الإسرائيليين والفلسطينيين. وتدعو الخطة إلى ما يلي:
- وقف فوري لإطلاق النار
- ،تبادل الاسرى
- ،مؤتمر دولي للسلام (علي غرار مؤتمر مدريد ل1991 الذي عقدته اسبانيا وافضي إلى اتفاقات أوسلو)
- ، في حين انه أيضاتدعم حكومة الوحدة الفلسطينية المرتقبة ،
- وبعثه دوليه في قطاع غزه لرصد وقف إطلاق النار.

## رد الفعل
ورحب كبير مفاوضي السلطة الوطنية الفلسطينية صائب عريقات بالخطة من حيث المبدا ، ولكنه أضاف انه ليست هناك حاجه إلى مبادرة جديده ، بل انها يمكن ان تكون بمثابه مسار سياسي واقعي لحل الدولتين. وقال مسؤول إسرائيلي ان أجزاء من الخطة تجري مناقشتها ولكنها لم تؤخذ ماخذ الجد لأنها لم تنسق مع الاتحاد الأوروبي أو إسرائيل. وتؤيد إسرائيل المفاوضات المباشرة بشان عقد مؤتمر دولي.